# Probreviceps rungwensis
Espèce
Synonymes
- Probreviceps macrodactylus rungwensis Loveridge, 1932

Statut de conservation UICN

 EN B1ab(iii) : En danger
Probreviceps rungwensis est une espèce d'amphibiens de la famille des Brevicipitidae.

## Répartition
Cette espèce est endémique de l'Est de la Tanzanie,. Elle se rencontre :
- sur le mont Rungwe, à environ 1 550 m d'altitude ;
- dans les monts Udzungwa, entre 1 050 et 2 100 m d'altitude.

## Description
L'holotype de Probreviceps rungwensis, une femelle adulte, mesure 58 mm.

## Étymologie
Son nom d'espèce, composé de rungw[e] et du suffixe latin -ensis, « qui vit dans, qui habite », lui a été donné en référence au lieu de sa découverte, le mont Rungwe.

## Publication originale
- Loveridge, 1932 : New Reptiles and Amphibians from Tanganyika Territory and Kenya Colony. Bulletin of the Museum of Comparative Zoology, vol. 72, p. 374-387 (texte intégral).